# Тайваньская фондовая биржа
Тайваньская фондовая биржа (кит. 臺灣證券交易所) — фондовая биржа, располагающаяся в небоскрёбе Тайбэй 101 в Тайбэе, на которой совершаются сделки в основном с ценными бумагами местных компаний. Основана в 1961 году, начала функционировать с 9 февраля 1962 года. Контролируется комиссией по ценным бумагам и биржам.
Биржа входит в Федерацию фондовых бирж Азии и Океании.